# Delanymys brooksi
Delanymys brooksi (хом'ячок болотний) — вид мишоподібних гризунів родини Незомієві (Nesomyidae).

## Поширення
Поширений вид тільки в горах поблизу озера Ківу на межі Бурунді, Руанди, Уганди і Демократичної Республіки Конго. Тут мешкає на висоті 1700—2600 м в болотистих заростях бамбука.

## Опис
Ця миша має довжину тіла всього 6 см; хвіст 10 см. При вазі в 5 г цей вид є одним з найлегших видів гризунів. Шерсть червонувато-коричнева на верхній стороні і бежева нижній стороні. Довгий хвіст може бути використаний для захоплення. На передніх лапах є чотири пальці, задні ноги мають п'ять пальців. Всі пальці забезпечені кігтями.